# Pesci rossi/Un piccolo raggio di luna
Pesci rossi/Un piccolo raggio di luna è il 22º singolo discografico di Mina, pubblicato nel 1960 dalla casa discografica Italdisc.

## Copertina
Ha due copertine fotografiche: ufficiale Archiviato il 12 marzo 2023 in Internet Archive. e sovrastampata. Quest'ultima riporta erroneamente Piccolissimo raggio di luna come titolo del lato B.

## Storia
Anticipa l'album ufficiale Il cielo in una stanza, pubblicato 3 mesi dopo.
I due brani si trovano anche nell'antologia su CD Ritratto: I singoli Vol. 1 del 2010. Il brano  Pesci rossi è presente anche sull'EP ufficiale Coriandoli/Pesci rossi/Briciole di baci/Serafino campanaro, cronologicamente successivo al singolo. Tony De Vita, oltre a essere autore e arrangiatore del brano, accompagna Mina con la sua orchestra. La canzone, insieme a Nessuno, Coriandoli e No, non ha fine, è tra quelle scelte dal maestro per la colonna sonora del film Madri pericolose del 1960, il quinto che vede la partecipazione di Mina attrice. Il brano Un piccolo raggio di luna si trova anche nell'EP ufficiale Folle banderuola/La luna e il cow boy/Un piccolo raggio di luna/Vorrei sapere perché, cronologicamente precedente al singolo. Arrangiamenti e orchestra di Giulio Libano.

## Tracce
Lato A
1. Pesci rossi – 2:23 (Tony De Vita; edizioni musicali Curci)

Lato B
1. Un piccolo raggio di luna – 2:21 (testo: Nicola Salerno – musica: Berto Pisano; edizioni musicali S. Cecilia)